# Спектрограф высокого разрешения Годдарда
Спектроскоп высокого разрешения Годдарда (СВР) (англ. Goddard High Resolution Spectrograph (GHRS or HRS)) — спектральный прибор который был установлен на космическом телескопе «Хаббл». В 1997 году он был заменён на Камеру ближней инфракрасной области и многообъектный спектроскоп (NICMOS).
Прибор был создан в Центре космических полётов Годдарда.

## Характеристики
- Тип инструмента: УФ Спектрограф
- Диапазон длин волн: 1050 — 3200 Å (105 —  320 нм)
- Спектральное разрешение при 1200 Å (120 нм)
  - Низкое — 2,000 (0.6 Å или 60 пм, или Эффект Доплера при 150 км/с)
  - Среднее — 20,000 (0.06 Å или 6 пм, 15 км/с)
  - Высокое — 100,000 (0.012 Å или 1.2 пм, 3 км/с)

Техническое описание конструкции и режима работы СВР можно найти в техническом отчёте НАСА CP-2244.

## Внешние ссылки
- The Goddard High Resolution Spectrograph
- ESA/Hubble
- Телескоп Хаббл - Путешествие в космос
- Телескоп Хаббл — новая ветка развития астрономических исследований | Галактические новости Архивная копия от 29 октября 2015 на Wayback Machine